# アメリカ合衆国ドル
アメリカ合衆国ドル（アメリカがっしゅうこくドル、英語: United States Dollar）は、アメリカ合衆国の公式通貨である。通称としてUSドル、米ドル、アメリカ・ドルなどが使われる。アメリカ合衆国ドルは、その信頼性から国際決済通貨や基軸通貨として、世界で最も多く利用されている通貨である。

## 概要
アメリカ合衆国ドルは、その信頼性からしばしばアメリカ合衆国の国外でも使われ、特に輸出入など国際的な商取引の決済に多く使用されている基軸通貨である。
アメリカ合衆国ドルの記号は、ドル記号 ($) である。ISO 4217では、アメリカ合衆国ドルのコードはUSDである。補助通貨は、セント（記号は、¢またはc）で、1ドル = 100セント である。
1792年の貨幣法（Coinage Act of 1792）以来金銀複本位制であったが、1873年（Coinage Act of 1873）には完全に金銀複本位制が破棄され金本位制となり、1900年には法令で金本位制として1ドル=金20.67グラムが規定された。ただし兌換比率は歴史的に大きく変動している。第二次世界大戦後しばらくは、主要通貨で唯一の金本位制を維持していた通貨であり、各国の通貨は米ドルとの固定レートにより、35ドル=金1トロイオンスとして間接的に金との兌換性を維持していた（ブレトン・ウッズ体制）。1971年のニクソン・ショックまでは金本位制が続けられていた。その当時に形成された米ドルを基軸通貨とする体制は、金本位制停止および変動相場制導入の後も継続されている。現在は、貴金属などとの兌換制度は無く、中央銀行である連邦準備制度が発行を管理する管理通貨制度のもとにある。

## 呼称

### 語源
ドル（ダラー）という名前は、ドイツで使われた歴史的通貨のターラー (Thaler) から来ている。ターラーは、16世紀にボヘミアのザンクト・ヨアヒムスタール（現在のチェコ・ヤーヒモフ）という銀の鉱山で鋳造された『ヨアヒムスターラー (Joachimsthaler) 』という銀貨の名前が短縮されて「ターラー」と呼ばれるようになったものである。
この銀貨は大型で品位も良く、フローリン金貨と等価として扱われたので、絶対量の不足していたフローリン金貨に代わって広く流通した。この品質の高さで知られた、銀貨を指すターラーという言葉が『良貨』の含意で一般名詞化し広まり、その後ダラーに訛って、アメリカ合衆国他各地において、良貨の意味を込め自国通貨をDollarと呼ぶようになった。

### 世界にあるドル
アメリカ以外のいくつかの国や地域で公式の通貨として採用されていることから、通貨単位の呼称としての「ドル」は、カナダドル、新台湾ドル、香港ドル、シンガポールドル、オーストラリア・ドル、ニュージーランド・ドル、RTGSドルなど、いくつかの国家や地域で用いられている呼称であるが、現代の日本では単に「ドル」と言った場合は、通常「アメリカ合衆国ドル」のことを指す。

### 口語表現
米口語ではドルの代りにバック (buck) が使われることも多い。たとえば、"5 dollars"と言わずに、"5 bucks"と表現される。"buck"とは、かつてネイティブ・アメリカンが白人と取引する際に、貨幣の代わりに鹿の皮 (buck) を使ったことに由来する。
また、裏面が緑色であることからドル紙幣のことをグリーンバックス (greenbacks) というが、このバックスは「裏 (back) 」のことであり、日本語訳では「緑背紙幣」と呼んでいる。2003年から2013年に行われた改刷以降の米ドル紙幣は額面ごとに異なる配色で印刷されているが、かつての緑背紙幣の慣わしから、現在でも時折このように呼ばれる事がある。
他に、口語では"grand"は「1,000ドル」を意味し、たとえば「10,000ドル」を指して"ten grand"と言われる場合がある。

## 歴史
後にアメリカ合衆国を構成することとなる、北アメリカのイギリス領植民地においては、法定通貨は当然ながらイギリス帝国のスターリング・ポンドを採用していたものの、17世紀以降スペイン・ドルが盛んに流通していた。1783年にアメリカ独立戦争が終わり、アメリカ合衆国が成立すると、13植民地でばらばらだった貨幣を統一する動きが強まった。1787年9月17日に作成されたアメリカ合衆国憲法の第1条第8項には「貨幣を鋳造し、その価値及び外国貨幣の価値を定め、また度量衡の標準を定めること」との記載があり、これが通貨発行の根拠とされた。
これをもとに、アメリカ合衆国財務長官であったアレクサンダー・ハミルトンなどが中央銀行の創設と貨幣の鋳造を訴えた。ただし、特に中央銀行の創設には、州権を重視する南部から反対の声が強くあがった。こうした中、1791年には最初の中央銀行として第一合衆国銀行がフィラデルフィアで創設され、1792年にはアメリカ合衆国造幣局が設立された。新たな通貨の単位はポンドではなく、より植民地内において流通量が多くなじみもあったドルが選ばれた。また、ドルはポンドとは違い10進法で設計され、1ドル＝100セントとされた。1794年と1795年にはフローイング・ヘア・ダラーが鋳造された。
こうしてアメリカ合衆国ドルは発足したが、特に中央銀行の創設に関しては反対が強く、創設と失効を繰り返した。1791年に創設された第一合衆国銀行は1811年までの20年の免許制であったが、財務長官アルバート・ギャラティンの強い反対にもかかわらず銀行免許は更新されず、同年に消滅してしまった。
この結果、同時期に勃発した米英戦争における経済負担の増加にアメリカ合衆国連邦政府は耐えることができず、経済混乱が起こったので、ジェームズ・マディソン大統領とアレクサンダー・J・ダラス財務長官によって第二合衆国銀行が1817年に創設された。しかしこれも20年の免許制であり、アンドリュー・ジャクソン大統領が存続に反対したことで、1836年には免許が失効してしまった。この第二合衆国銀行の縮小と消滅は1837年恐慌の一因となった。また、これ以後中央銀行の再建は長く行われず、個々の銀行や鉄道会社が、アメリカ国債や金準備を使って、各種各様のドル紙幣を発行する状態が長く続いた。
ドルは中央銀行なしで70年以上存続したが、このため通貨供給量の調節や偽札に不備が生じ、1907年恐慌を引き起こすこととなった。このため、再度中央銀行の創設が叫ばれるようになり、1913年には連邦準備制度が成立して、合衆国に近代的な中央銀行が成立することとなった。このときドルの発行は、各市中銀行による発券から、連邦準備制度による集中管理によって、各地の連邦準備銀行が発行する現在の形となった。
このときドルは金本位制を取っていたが、1914年に第一次世界大戦が勃発したことにより経済混乱が起き、ドルも金との兌換を一時停止し、管理通貨制度へと移行した。しかし第一次世界大戦の終戦とともに、アメリカには再び金が流入するようになり、1919年には大国中で最も早く金本位制を復活させた。これはアメリカ経済の相対的な安定を示すものであり、豊かな経済力を背景に米ドルは、スターリング・ポンドと並ぶ基軸通貨の地位を徐々に得ていった。
このドルの地位の上昇は、第二次世界大戦によって決定的なものとなった。スターリング・ポンドを握るイギリスが激しい戦いに巻き込まれる一方、アメリカ本土は戦渦に巻き込まれることがなく、相対的な経済力が著しく向上したためである。この情勢を元に、1944年7月にニューハンプシャー州のブレトン・ウッズで連合国通貨金融会議が開かれ、ここで締結されたブレトン・ウッズ協定によって金1オンスを35アメリカ・ドルと定めて、各国がドルに対し固定相場制を取ることとなった。
つまり、金本位制を取るアメリカに各国の通貨がペッグすることで、世界的に間接的な金本位制を取ることとなったわけである。この制度は金・ドル本位制とも呼ばれ、これによってアメリカ合衆国ドルは、名実ともに唯一の基軸通貨となった。このブレトン・ウッズ体制の下で、世界経済は安定を取り戻し、急速な復興を遂げることとなった。
しかし、戦火によって荒廃していたヨーロッパや日本の復興は、アメリカ合衆国の経済的優位を揺るがし、1960年代に入ると、これら各国へのドルの流出による、米ドルの地位低下が深刻なものとなった。こうした情勢を受け、アメリカ合衆国大統領リチャード・ニクソンは、1971年8月15日にアメリカ合衆国ドルと金との兌換停止を電撃的に発表し、アメリカ合衆国ドルは金本位制を放棄し、管理通貨制度へと移行した。これは第二次ニクソン・ショック、またはドル・ショックと呼ばれ、ブレトン・ウッズ体制は、これにより崩壊した。
これを受けて、新たな国際通貨体制が模索され、1971年12月18日には、ドルと各国通貨との交換レート改定を柱とするスミソニアン協定が、国際通貨基金の10か国グループ (G10) の間で結ばれ、固定相場制の維持が図られたが、ドルの価値減少は止まらず、各国は相次いで変動相場制に移行し、1973年にはスミソニアン体制は完全に崩壊した（変動相場制は1976年1月ジャマイカのキングストンで開催されたIMF暫定委員会で承認された）。ただし、こののちもアメリカ・ドルの基軸通貨としての地位は変わらず、世界で最も流通する基軸通貨の地位を保っている。
2023年11月に行われたアルゼンチン大統領選挙において、米ドルをアルゼンチンの通貨に制定させることを公約に掲げるハビエル・ミレイ候補が当選したことにより、近い未来に米ドルの法定通貨国に新たにアルゼンチンが加わることが予想されている。

## 硬貨

### 流通硬貨
硬貨として発行されるのは1ドル（100セント）以下の通貨であり、アメリカ合衆国造幣局が製造している。
現在発行されている硬貨の金種は以下の6種類である。
| 画像 | 画像 | 額(¢)              | 硬貨    | 硬貨    | 硬貨                             | 柄                                       | 柄                                  | 愛称         |
| 表   | 裏   | 額(¢)              | 幅(mm)  | 重量(g) | 材質                             | 表                                       | 裏                                  | 愛称         |
| ---- | ---- | ------------------ | ------- | ------- | -------------------------------- | ---------------------------------------- | ----------------------------------- | ------------ |
|      |      | 1セント            | 19.05mm | 2.50 g  | 亜鉛に銅メッキ                   | エイブラハム・リンカーン                 | アメリカ合衆国の盾                  | ペニー       |
|      |      | 5セント            | 21.21mm | 5.00 g  | 白銅                             | トーマス・ジェファーソン IN GOD WE TRUST | モンティチェロ                      | ニッケル     |
|      |      | 10セント           | 17.91mm | 2.268 g | 白銅及び銅のクラッド貨幣         | フランクリン・ルーズベルト               | たいまつ、オークの枝、 オリーブの枝 | ダイム       |
|      |      | 25セント           | 24.26mm | 5.67 g  | 白銅及び銅のクラッド貨幣         | ジョージ・ワシントン                     | ハクトウワシ                        | クウォータ   |
|      |      | 50セント           | 30.61mm | 11.34 g | 白銅及び銅のクラッド貨幣         | ジョン・F・ケネディ                      | アメリカ大統領の紋章                | ハーフダラー |
|      |      | 100セント（1ドル） | 26.50mm | 8.10 g  | マンガン青銅及び銅のクラッド貨幣 | ジョージ・ワシントン                     | 自由の女神像                        | ダラーコイン |

セント硬貨については、主に25セント以下のものが多く使われており、特に公衆電話や新聞などの自動販売機、パーキングメーター、バスの運賃箱、カジノ場のスロットマシン、有料道路や駐車場の無人料金所などに25セント硬貨を複数枚投入するものが多いためか、とりわけ硬貨の中でも25セント硬貨の流通量が非常に多い。アメリカ合衆国で生活する際は、25セント硬貨の手持ちが少ないと不便を強いられる。
日本などのように10・50・100・500などを硬貨の区切りとする感覚からは、10セントの上の25セントは中途半端にも思えるが、10セントと25セントの組合せは、10セントと50セントの組合せよりも、多くの金額に対応可能である（45セントや55セント、1ドル25セントという額が出せる）。

### その他の硬貨
かつてはハーフセント、2セント、3セント、20セントのコインが存在した。ダイム（ハーフダイム）以上は元々銀貨であった。現在は白銅張りの銅貨に変わっているが大きさは変更されておらず、このため、5セント（ニッケル）硬貨の方が10セント（ダイム）硬貨より大きくなっている。造幣局はフィラデルフィア、デンバー、サンフランシスコにあり、硬貨表面または裏面に製造所を表すP、D、Sの鋳造刻印（ミントマーク）が打たれている物が多い。
さらに、以前ではこのほかに本位金貨として、1ドル、2.5ドル（クオーターイーグル）、3ドル、5ドル（ハーフイーグル）、10ドル（イーグル）、20ドル（ダブルイーグル）の硬貨が流通していたほか、記念貨幣として8角形の50ドル金貨や、4ドル（試作－ステラ）なども鋳造された。また、モルガン図案やピース図案の1ドル銀貨（シルバーダラー）もマニアの間で世界的に広く知られている。現在でも記念コインとして5ドル金貨や1ドル銀貨が鋳造されることがあるが、これは収集型金貨や銀貨で流通用の物ではない。

#### 本位金貨
金貨は1937年以降は金90％銅10％であり、1834年以降は金貨1ドルにつき23.22グレーン (1.5046g) の金が使用されている。1792年から1834年までは金貨1ドルにつき24.75グレーン (1.6038g) の金が使用されていた。
前述の通り現在は記念コインとして製造されている。
- 20ドル, 33.436g（金30.093g）1849年‐1933年
- 10ドル, 16.718g（金15.046g）1795年‐1933年
- 5ドル, 8.359g（金7.523g）1795年‐1929年
- 3ドル, 5.015g（金4.514g）1854年‐1889年
- 2.5ドル, 4.179g（金3.762g）1796年‐1929年
- 1ドル, 1.672g（金1.505g）1849年‐1889年

1933年の20ドル金貨は759万ドル（約6億3600万円)で落札されたことがあり大変貴重である。

#### 銀貨
1964年以前の銀貨は1851年から1853年の3セント銀貨を除き1837年以降はすべて銀90%銅10%である。
前述の通り現在は記念コインとして製造されている。
しかし銀貨の一部は現在でも稀に流通していることがある。
- 1ドル, 412.5グレーン (26.7296g)　(銀24.0566g) 1794年‐1935年、1971年‐1975年（Sミントマークのみ銀品位40%）
- 50セント, 12.5g（銀11.25g）1794年‐1964年、1965年‐1970年(銀品位40%)
- 25セント, 6.25g（銀5.625g）1796年‐1964年
- 20セント, 5g（銀4.5g）1875年‐1878年
- 10セント, 2.5g（銀2.25g）1796年‐1964年
- 5セント, 1.24g（銀1.125g）1794年‐1873年、5.00g（銀1.75g）1942年‐1945年（銀品位35%）
- 3セント, 0.8g（銀0.6g）1851年‐1853年（銀品位75%）、1854年‐1873年（銀品位90%）

1976年の1ドル硬貨、50セント硬貨、25セント硬貨の一部は40％の銀が使用されている。

#### 卑金属貨幣
- 1ドル, 1971年-1999年（白銅と銅のクラッド）、2000年‐（黄銅）
- 50セント, 1971年‐（白銅と銅のクラッド）
- 25セント, 1965年‐（白銅と銅のクラッド）
- 10セント, 1965年‐（白銅と銅のクラッド）
- 5セント, 1866年‐1941年、1946年‐（白銅）
- 3セント, 1865年‐1889年（白銅）
- 2セント, 1864年‐1873年（銅）
- 1セント, 1793年‐1942年、1943年（亜鉛鍍金のスチール）、1944年‐1982年（銅）、1982年‐（銅鍍金の亜鉛）
- 1/2セント, 1793年‐1857年（銅）

## 紙幣

### 現用紙幣
| 種類 ($) | 肖像 | 肖像                       | 裏のデザイン | 裏のデザイン         | 発行開始日    |
| -------- | ---- | -------------------------- | ------------ | -------------------- | ------------- |
| 1ドル    |      | ジョージ・ワシントン       |              | アメリカ合衆国の国璽 | 1963年        |
| 2ドル    |      | トーマス・ジェファーソン   |              | 独立宣言署名の図     | 1976年4月13日 |
| 5ドル    |      | エイブラハム・リンカーン   |              | リンカーン記念堂     | 2008年3月13日 |
| 10ドル   |      | アレクサンダー・ハミルトン |              | 財務省建物           | 2006年3月2日  |
| 20ドル   |      | アンドリュー・ジャクソン   |              | ホワイトハウス       | 2003年10月9日 |
| 50ドル   |      | ユリシーズ・グラント       |              | 連邦議会議事堂       | 2004年9月28日 |
| 100ドル  |      | ベンジャミン・フランクリン |              | 独立記念館           | 2013年10月8日 |

2024年時点で流通している紙幣は以上である。これらは全て連邦準備制度が発行する連邦準備券 (Federal Reserve Note)と呼ばれる紙幣で、このうち日常的に流通しているのは1・5・10・20ドル紙幣であり、2・50・100ドル紙幣はあまり流通していない。全ての紙幣には「IN GOD WE TRUST」と書かれ、サイズも156mm x 66.3mmで統一されている。
100ドル紙幣の紙幣流通総量に占める割合は80%（2018年末現在）、流通金額は1.3兆アメリカ合衆国ドルで約144兆円である（2019年5月7日現在）。
1ドル紙幣のジョージ・ワシントンの肖像部分に加工をした紙幣もある。これは1967年以降アメリカ合衆国財務省が法的に認めているもので、認定許可された業者により加工される。対象になっているものは、有名人・キャラクター・動物など多岐である。

### 偽造防止技術
1960年代から1990年代までのアメリカ合衆国ドル紙幣は表裏共に単色であり、木綿とリネンを織り込んだ特殊な用紙や緻密な凹版印刷といった偽造防止技術はあったものの、1ドルから100ドルまで図柄以外の要素（サイズ、偽造防止技術）が全て共通しているなど偽造抵抗力が明らかに貧弱であり、スーパーノートに代表される偽札の大量の跋扈を引き起こしていた。その為1991年より（5ドル以上の金種で）製紙時にマイクロ文字で額面を記した樹脂製の細いフィルム（セキュリティ・スレッド）が漉き込まれ、その後1996年から2000年にかけて肖像部分の拡大といった全面的なデザインの刷新を含む改刷が行われた。このシリーズより初めて透かしや光学的変化インクが追加され、偽造抵抗力をある程度まで向上させることができた。
しかし色鮮やかな色彩やホログラフィーなどを搭載した他国の紙幣と比べると依然偽造抵抗力は弱いと言わざるを得ず、他にも改刷後のデザインが全ての金種で似通っているという問題が発生していた。そして2003年の20ドル紙幣を皮切りに更に偽造抵抗力を向上させる改刷が行われた。このシリーズより各額面ごとに異なる色味の用紙に印刷され、紙幣の額面の認識が容易になった他、ユーリオンや100ドル紙幣の「3Dリボン」といった高度な偽造防止技術が追加された。また、視覚障害者への配慮として5ドル紙幣と100ドル紙幣は裏面の額面数字が巨大化されている。
なお、偽造のリスクが低いことや自動販売機の仕様変更などに伴う負担の発生、法改正の必要があるなどの理由で1・2ドル紙幣は発行当初から現在まで刷新されていない。

### 今後の改刷計画
2016年4月20日、財務省のジェイコブ・ルー財務長官はドル紙幣の大幅なデザイン変更を伴う改刷計画を発表した。発表によれば、新たな20ドル紙幣の肖像を奴隷解放に尽力した黒人女性のハリエット・タブマンとし、ジャクソンの肖像を裏側にまわすことや、5ドル紙幣の裏側にマーティン・ルーサー・キング・ジュニアを、10ドル紙幣の裏側に女性参政権獲得運動に尽力したルクレシア・モットら5人の女性の肖像を描くこととされた。これにより、肖像の人物が全て白人男性で占められていた状況が解消されることになる。
この改刷計画は2020年を目処に実施されると見られていたが、2017年に後任のスティーヴン・マヌーチン財務長官は改刷が2030年頃まで延期されることを明かした。マヌーチンは同年8月のインタビューで「偽造防止技術の向上などに焦点を当てる為」と説明したが、一連のデザイン改訂案を「純粋なポリティカル・コレクトネス」として批判していたドナルド・トランプ大統領の意向が反映されたものと考えられる。
その後、2021年に後任のジョー・バイデン大統領とジャネット・イエレン財務長官によって改刷計画が再開され、以下のデザイン・スケジュールで改刷を実行する予定としている。
- 10ドル紙幣 - 2026年発行予定[10]。表側：アレクサンダー・ハミルトン、裏側：ルクレシア・モット、スーザン・B・アンソニー、ソジャーナ・トゥルース、エリザベス・キャディ・スタントン、アリス・ポール（英語版）と1913年の女性参政権行進（英語版）の様子
- 5ドル紙幣 - 2028年発行予定[9][注 9]。表側：エイブラハム・リンカーン、裏側：リンカーン記念堂にて演説するマーティン・ルーサー・キング・ジュニア
- 20ドル紙幣 - 2030年発行予定[11]。表側：ハリエット・タブマン、裏側：ホワイトハウスとアンドリュー・ジャクソンの銅像
- 50ドル紙幣 - 2032年発行予定[9][注 9]。デザインの変更点不明。
- 100ドル紙幣 - 2034年発行予定[9]。デザインの変更点不明。

また、この刷新では視覚障害者が触覚で容易に券種を識別できる「識別マーク」の追加も含まれる予定である。

### 発行と印刷
先述のとおりアメリカ合衆国ドル紙幣の発券管理は連邦準備制度が集中的に行っているが、法令上、個々の紙幣はアメリカ国内に12行ある連邦準備銀行が個々に発行している。
紙幣製造は製版印刷局と合衆国造幣局によって行われ、1日あたり6億5000万ドル相当の紙幣と硬貨が製造されている。従業員数は合計で5000人を超える。印刷工場はアメリカ国内に2か所ある。
2012年12月31日現在の連邦準備制度の統計によれば、1ドル紙幣の流通量は103億枚、100ドル紙幣は86億枚、20ドル紙幣は74億枚である。

#### 発券銀行
紙幣を発券した銀行がどの連邦準備銀行であるかは、その紙幣に記されたアルファベット記号で判別することができる。アルファベット記号以外の部分はどの発券銀行も額面ごとにすべて同じデザインであり、また発券銀行にかかわらず同一額面ならどの紙幣も等価である。
肖像の小さい紙幣（1・2ドル紙幣と、5ドル以上かつシリーズ1994以前の紙幣）には、肖像の左にアルファベットの記載された丸い部分があり、法令上の発券銀行がこの文字で判るようになっている。
- A:マサチューセッツ州 ボストン連邦準備銀行
- B:ニューヨーク州 ニューヨーク連邦準備銀行
- C:ペンシルベニア州 フィラデルフィア連邦準備銀行
- D:オハイオ州 クリーブランド連邦準備銀行
- E:バージニア州 リッチモンド連邦準備銀行
- F:ジョージア州 アトランタ連邦準備銀行
- G:イリノイ州 シカゴ連邦準備銀行
- H:ミズーリ州 セントルイス連邦準備銀行
- I:ミネソタ州 ミネアポリス連邦準備銀行
- J:ミズーリ州 カンザスシティ連邦準備銀行
- K:テキサス州 ダラス連邦準備銀行
- L:カリフォルニア州 サンフランシスコ連邦準備銀行

肖像の大きい紙幣（5ドル以上かつシリーズ1996以降の紙幣）では、左端のアルファベット（「B2」など）がこれに相当する。また紙幣シリアルナンバー（記番号）11桁のうち左から2桁目のアルファベットも同じことを表している。

#### 印刷工場
紙幣の印刷はアメリカ合衆国製版印刷局が直営する工場2か所で行われている。
- ワシントンD.C.工場
- フォートワース工場

すべてのドル紙幣には小さな字で原版番号（どの凹版原版を用いて印刷したかを表す記号番号）が2か所ずつ印刷されているが、うち1か所の原版番号で例えば「FWD63」のように、「FW」が付いていればフォートワース工場で印刷された紙幣（前出の画像では1・2・5・10・50ドル）である。「B57」のように「FW」が2か所とも原版番号に付いていなければワシントンD.C.工場で印刷された紙幣（前出の画像では20ドルと100ドル）である。

### 発行の終了した紙幣

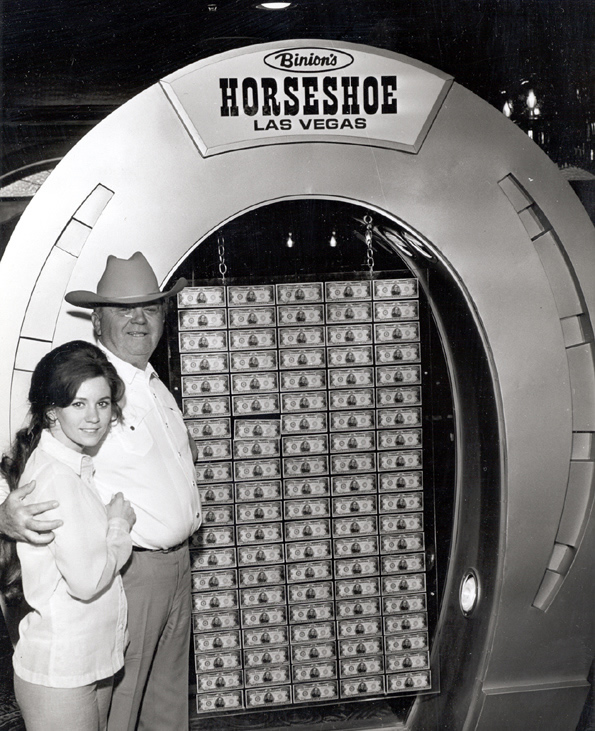
「ビニオンズ・ホースシュー」に展示されていた100枚の10,000ドル紙幣

アメリカ合衆国では かつて500ドル（マッキンリー肖像）、1,000ドル（クリーブランド肖像）、5,000ドル（マディソン肖像）、10,000ドル（チェース肖像）の高額紙幣が発行されていた。これらは法的には有効な紙幣 (legal tender note) であるが、発行は1945年（タイプはシリーズ1934）が最後で、1969年には流通停止になっている。数百枚しか発行されていなかった10,000ドル紙幣のうち100枚は、ラスベガスの老舗カジノ「ビニオンズ・ホースシュー（現ビニオンズ・ギャンブリングホール・アンド・ホテル」に集められ店頭で展示されていたが、2000年ごろの同店の経営悪化により散逸した。
| 種類 ($)   | 肖像 | 肖像                     | 裏のデザイン | 裏のデザイン                    |
| ---------- | ---- | ------------------------ | ------------ | ------------------------------- |
| 500ドル    |      | ウィリアム・マッキンリー |              | 装飾した500                     |
| 1000ドル   |      | グロバー・クリーブランド |              | United States of America の文字 |
| 5000ドル   |      | ジェームズ・マディソン   |              | ワシントン辞任の図              |
| 10,000ドル |      | サーモン・P・チェース    |              | 装飾した10,000                  |

以上に現在発行されていない額の高額面紙幣を示す。

#### 金貨証券
金貨と兌換出来る金貨証券は1928年まで発行されていた。1933年の大統領令（大統領令6102号）による金の私有禁止にともない、金との兌換ができなくなったのはもちろんのこと、金貨証券の所持も禁止された。1964年の金所持解禁にともない、金貨証券の所持も合法化された。現在では古銭として収集家のコレクションとなっている。
最後の発行シリーズにおける額面は10ドル、20ドル、50ドル、100ドル、500ドル、1,000ドル、5,000ドル、10,000ドル、100,000ドル。このうち100,000ドル紙幣は流通用紙幣ではなく、専ら連邦準備銀行と連邦政府との間の決済にのみ用いられ、一般市民が合法的に所持できる機会はなかった。

#### 銀貨証券

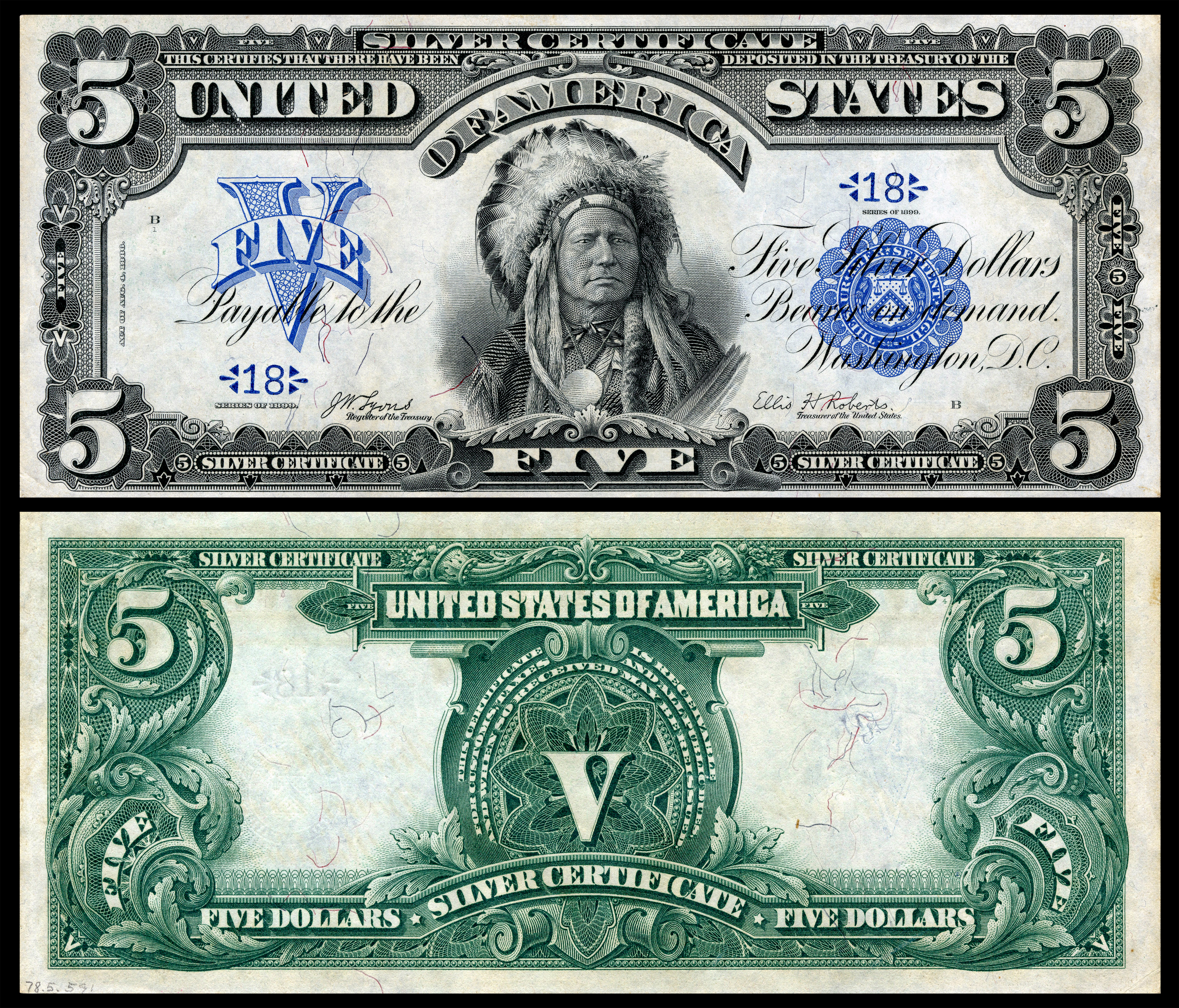
1899年から発行された5ドル銀貨証券。アメリカの紙幣や通貨証券でインディアンの肖像が用いられることは稀である。

銀貨と兌換出来る銀貨証券は1957年まで発行されていた。1964年に銀貨ではなく銀地金との兌換となり、1968年に兌換停止。現在では金貨証券同様に収集品である。
最後の発行シリーズにおける額面は1ドル、5ドル、10ドル、の3種類だが、古くは1,000ドル証券まで存在した。

#### 合衆国紙幣
合衆国紙幣は1862年から1971年までアメリカ合衆国財務省から発行されていた、いわゆる政府紙幣。

## 有事のドル買い
為替相場では「有事のドル買い」と呼ばれ、有事（戦争や紛争）が起こった場合「国際通貨であるアメリカ合衆国ドルを買っておけば安心である」という経験則がある。
一方で、アメリカ本土が攻撃を受けた2001年9月11日のアメリカ同時多発テロ事件では、「アメリカと言えど安全ではない、超大国ではなくなった」ということで米ドルは下落した。また、それ以降は有事はアメリカの対テロ戦争に繋がっていることが多いため、戦費支出による財政悪化が嫌気され、逆に「有事のドル売り」（円、ユーロやスイス・フラン、地金の高騰）となることがしばしばある。
なおアメリカ合衆国連邦政府は、緊急事態に備えて40億ドル分の紙幣を核シェルターに退蔵させていることが、1976年、ある上院議員により暴露されている。

## アメリカ合衆国以外の流通地域

### 地域としての流通
自国通貨を放棄して代わりにUSドルを使用すること、すなわちUSドルによる通貨代替を「ドル化政策」（ドラリゼーション、英: dollarization）と呼ぶ。ドル化を行う理由には様々なものがあり、アメリカの影響力が強く建国当初から独自通貨を持たないパナマのような国もある。また、インフレーションなどの自国における経済混乱に終止符を打つ最終手段としてそれまで発行されていた自国通貨の発行を停止し、世界で最も多く流通している通貨であるアメリカ・ドルを導入することで強引にインフレを終息させることもあり、特に2000年代以降、エクアドル・エルサルバドル・ジンバブエがこの政策を取って自国通貨を廃止した。こうしたドル化には経済混乱の収束のほか、特に小国において過大な負担となりがちな通貨発行に対するコストを削減することができるメリットがあるものの、通貨発行益を失ううえ理論上中央銀行が不要となり、独自の金融政策が不可能となるデメリットがある。
アメリカ合衆国ドル（USドル）を公に通貨として利用するアメリカ合衆国（本土）以外の地域
- アメリカ合衆国の支配地域
  - グアム、北マリアナ諸島、プエルトリコなどの州やDCに属さないアメリカの領土
- アメリカとの自由連合盟約国：ミクロネシア連邦、マーシャル諸島、パラオ
- 上記以外の地域
  - エクアドル：2000年、スクレからUSドルに切り替えた。
  - エルサルバドル：2001年1月より、1USドル＝8.75サルバドール・コロンに固定され、USドルも合法的に流通している。
  - パナマ：常に1USドル＝1バルボアに固定されている。バルボア紙幣は存在せず、流通している紙幣は米ドルのみである。硬貨はパナマ発行のセンテシモ（=1/100バルボア。センタボ、セントとも呼ばれる）硬貨と米国発行のセント通貨が等価で併用されている。
  - 東ティモール：独自の硬貨である、東ティモール・センターボ硬貨も発行されている。
  - ヴァージン諸島（イギリス領）
  - タークス・カイコス諸島（イギリス領）
  - イギリス領インド洋地域（イギリス領）：UKポンドとあわせてUSドルも合法的に流通している。
  - BES諸島（オランダ領）
  - ジンバブエ：ハイパーインフレーションに伴い、2009年以降自国通貨ジンバブエ・ドルの発行を停止、USドルや南アフリカ・ランドなど複数の通貨が公的に使用された。2019年6月のRTGSドル正式導入に伴い外貨の流通がいったん禁止されたが[16]、再度のインフレーションにより、2020年3月より再びUSドルの流通を暫定的に認めている。
  - カンボジア：独自の通貨（リエル）があるが都市部では米ドルが優位に流通している[17]。
- 香港ドルなどドルペッグ制を採用している国の通貨は、実質的に米ドルと固定相場が保たれているため、米ドル圏ともいえる。
- 北朝鮮の開城工業地区、金剛山では、その特殊性から、北朝鮮ウォン、韓国ウォンとも使えず、米ドルもしくはユーロ紙幣が流通している。
- アメリカ占領下の沖縄では、当初B円という軍票が通貨として使用されていたが、1958年9月から1972年の沖縄返還まではUSドル（120B円=1ドル）が公式通貨であった。返還時に1ドルから305円とする交換が行われる。ただし、前年の1971年に実施された変動為替相場制への移行にともないドル下落が発生、この影響に対して1972年2月には通貨ストライキが発生するなど混乱がみられたため、1971年に確認されていた個人が保有するドル現金分については、日本国政府が損失補償し360円とされた。また、5月20日まではドルも併用が認められていた。

### より小規模な流通
在日米軍・在韓米軍施設内などで使用が可能であり、沖縄県ほか米軍基地の存在する地域では、令和期になっても個人商店を主体に一般商店で使用可能なことが多い。それ以外にも訪日外国人旅行向けに「ドル支払い受け付けます」としている店舗もある（ヨドバシカメラなど）が、広範囲の地域の経済通貨として使用されているわけではなく、同様の例は世界中に膨大に存在するため、個々の例示は割愛する。

### 特筆すべき非流通地域
- アメリカ連合国ではアメリカ連合国ドル（英語版） が法定通貨だった。
- アメリカ植民地時代のフィリピンでは、米ドル1:1固定のフィリピン・ペソが法定通貨だった。

## 為替レート
| ドル対円 |  | ユーロ対ドル |
| ドル対円 |  | ユーロ対ドル |